# Tylotiella japonica
Tylotiella japonica is een slakkensoort uit de familie van de Drilliidae. De wetenschappelijke naam van de soort is voor het eerst geldig gepubliceerd in 1869 door Lischke.